# The Prophecy (Stigmata of the Immaculate)
The Prophecy (Stigmata of the Immaculate) è il quarto album in studio del gruppo death metal canadese Kataklysm, pubblicato nel 2000.

## Tracce
1. 1999:6661:2000 – 3:53
2. Manifestation (featuring Rob "The Witch" Tremblay) – 3:57
3. Stormland – 3:13
4. Breeding The Everlasting – 3:54
5. Laments of Fear and Despair (featuring Mike DiSalvo) – 4:13
6. Astral Empire – 3:32
7. Gateway To Extinction – 5:25
8. Machiavellian – 3:44
9. The Renaissance – 8:10

## Formazione
- Maurizio Iacono – voce
- Jean-François Dagenais – chitarra
- Stephane Barbe – basso
- Max Duhamel – batteria